# Colette (court métrage)
Pour plus de détails, voir Fiche technique et Distribution.
Colette est un film documentaire américain réalisé par Anthony Giacchino et sorti en 2020. Il est lauréat de l'Oscar du meilleur court métrage documentaire en 2021.
Coproduit par Oculus VR et Respawn Entertainment dans le cadre de la galerie documentaire en réalité virtuelle du jeu vidéo Medal of Honor: Above and Beyond, Colette est le premier film produit par un studio de jeux vidéo à recevoir une nomination aux Oscars.

## Synopsis
Le documentaire suit l'ancienne résistante française Colette Marin-Catherine qui se rend en Allemagne pour la première fois de sa vie, 74 ans après la fin de la Seconde Guerre mondiale. Elle visite le camp de Dora où son frère résistant Jean-Pierre Catherine a été déporté et y trouva la mort. Colette est accompagnée par Lucie Fouble, jeune bénévole au centre mémoriel de la Coupole d'Helfaut.

## Fiche technique
- Titre : Colette
- Réalisation et scénario : Anthony Giacchino
- Musique : Nami Melumad
- Photographie : Rose Bush
- Montage : Aaron Matthews
- Production : Alice Doyard, Annie Small, Aaron Matthews
- Société de production : Time Travel Unlimited
- Pays d'origine :  États-Unis
- Langues originales : français et allemand
- Format : couleurs
- Durée : 24 minutes

## Distinction
- Oscars 2021 : Oscar du meilleur court métrage documentaire